# Eremitage (Bretzenheim)

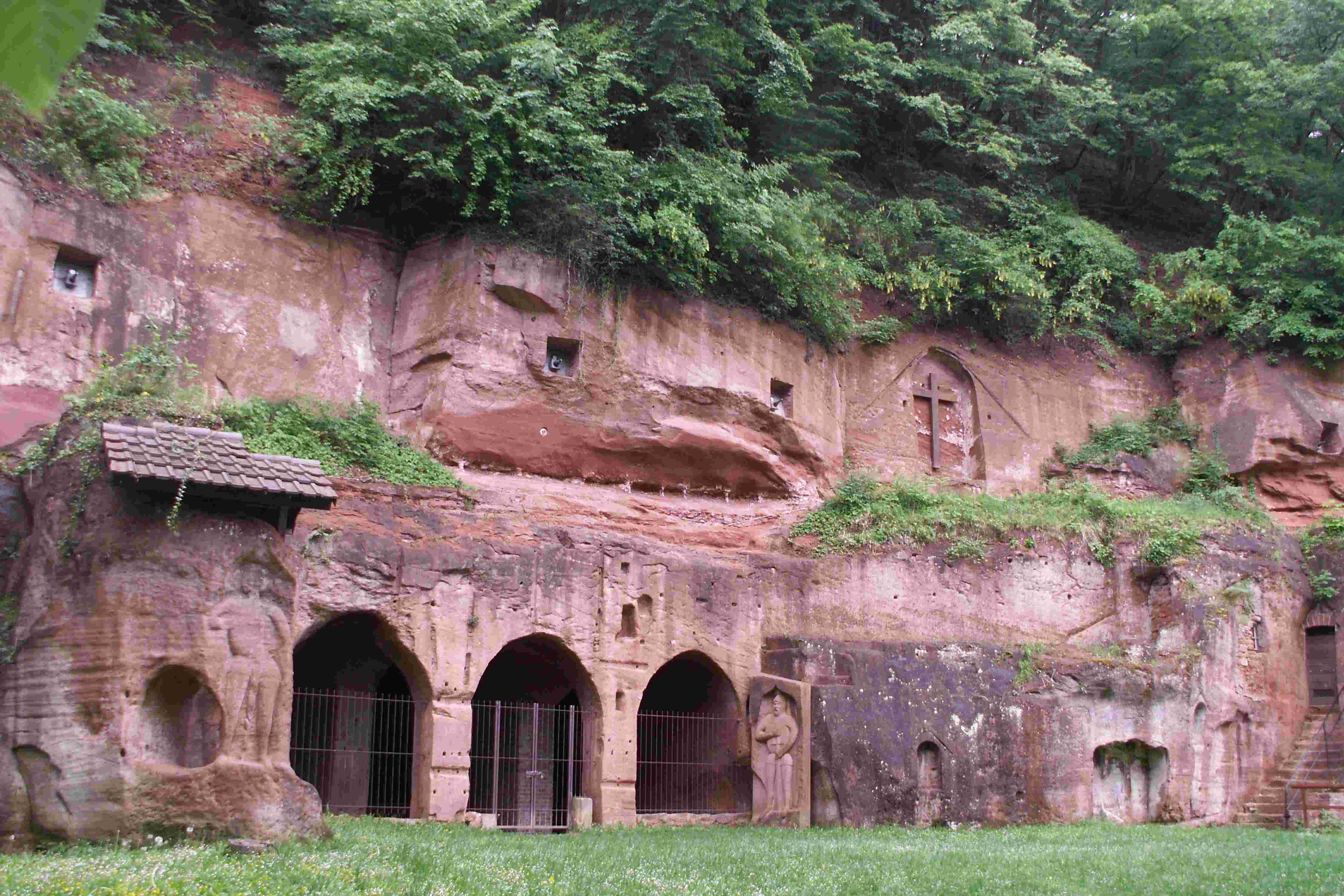
Felseneremitage (auch Felsenkloster genannt)

Die Eremitage Bretzenheim zwischen Bretzenheim/Nahe und Guldental, fünf Kilometer nördlich von Bad Kreuznach, ist eine Eremitage, die als einziges Felsenkloster nördlich der Alpen gilt. Bereits in vorgeschichtlicher Zeit wurde sie vermutlich als heidnische Kultstätte in den Fels gehauen und in römischer Zeit bis zum 5. Jahrhundert als Mithräum genutzt. Sie erfuhr in frühchristlicher Zeit eine christliche Umwidmung, vermutlich seit dem 6. bis 8. Jahrhundert. Urkundlich wird sie erstmals im Jahr 1043 in Form eines in dieser Zeit geweihten Altars erwähnt. Dieser aus jener Zeit stammende Altar sowie eine später errichtete Kirche, die im Jahr 1567 Opfer eines Erdrutsches wurden, existieren heute nicht mehr, im Gegensatz zu der heute noch begehbaren Felsenwohnung. Diese hat eine Größe von ca. 90 m² und diente zeitweise als Konvent einer Klosteranlage bzw. Eremiten als Wohnstatt, von denen der letzte im Jahr 1827 im Alter von 82 Jahren starb.
Die Felseneremitage wurde 2019 aus dem Eigentum der Stiftung kreuznacher diakonie herausgelöst und an die Gemeinde Bretzenheim verkauft. Das Gelände kann jederzeit besichtigt werden. Die Felsenwohnung ist nur im Rahmen einer Führung zu besichtigen.